# لاري بيرس
لاري بيرس (بالإنجليزية: Larry Pierce)‏ هو راقص على الجليد أمريكي، ولد في 1937 في إنديانابوليس في الولايات المتحدة، وتوفي في 15 فبراير 1961.